# Veluwsche Stoomtrein Maatschappij
 (mai 2023).
Si vous disposez d'ouvrages ou d'articles de référence ou si vous connaissez des sites web de qualité traitant du thème abordé ici, merci de compléter l'article en donnant les références utiles à sa vérifiabilité et en les liant à la section « Notes et références ».

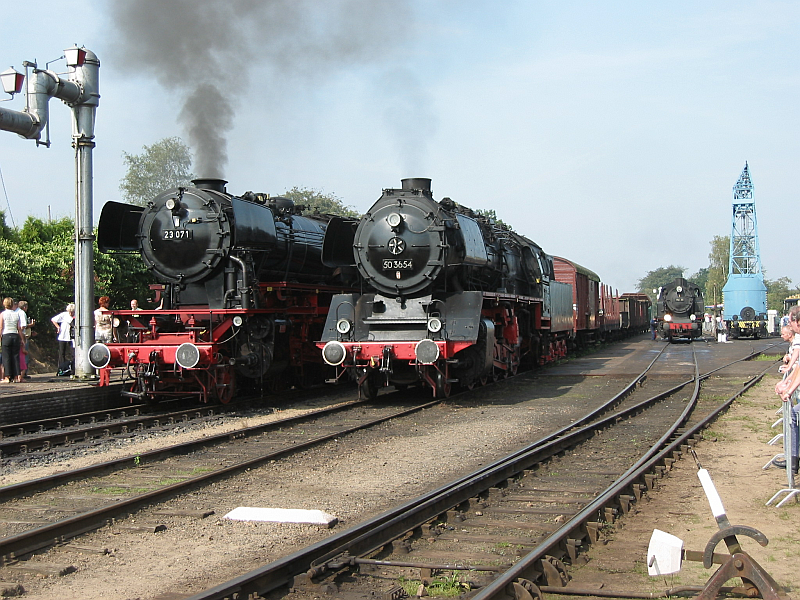
Les locomotives à vapeur BR 23.071, BR 50.3654 et la (040T) TKP 23 du "VSM".

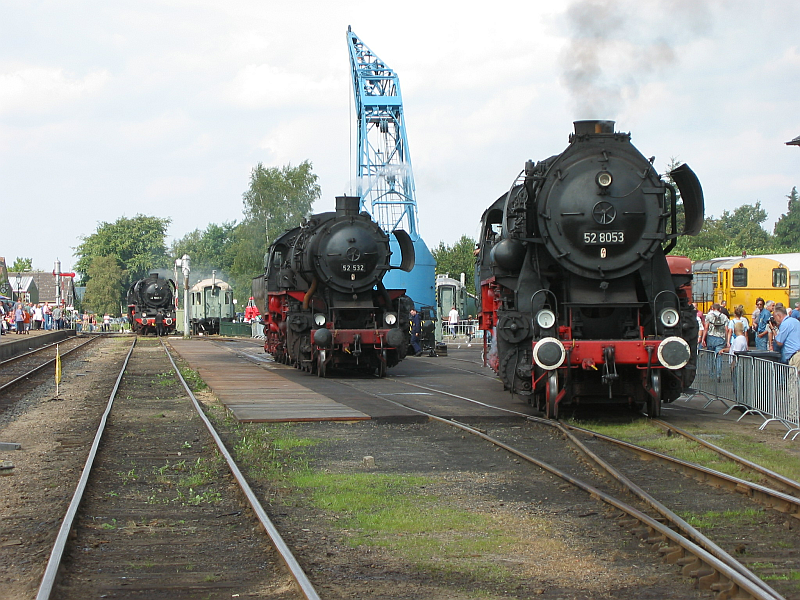
Les locomotives à vapeur allemandes (BR 52.532 et 52.8053) du "VSM" (derrière une autre BR 44 en état de marche, la 44.1593-1 du "VSM")

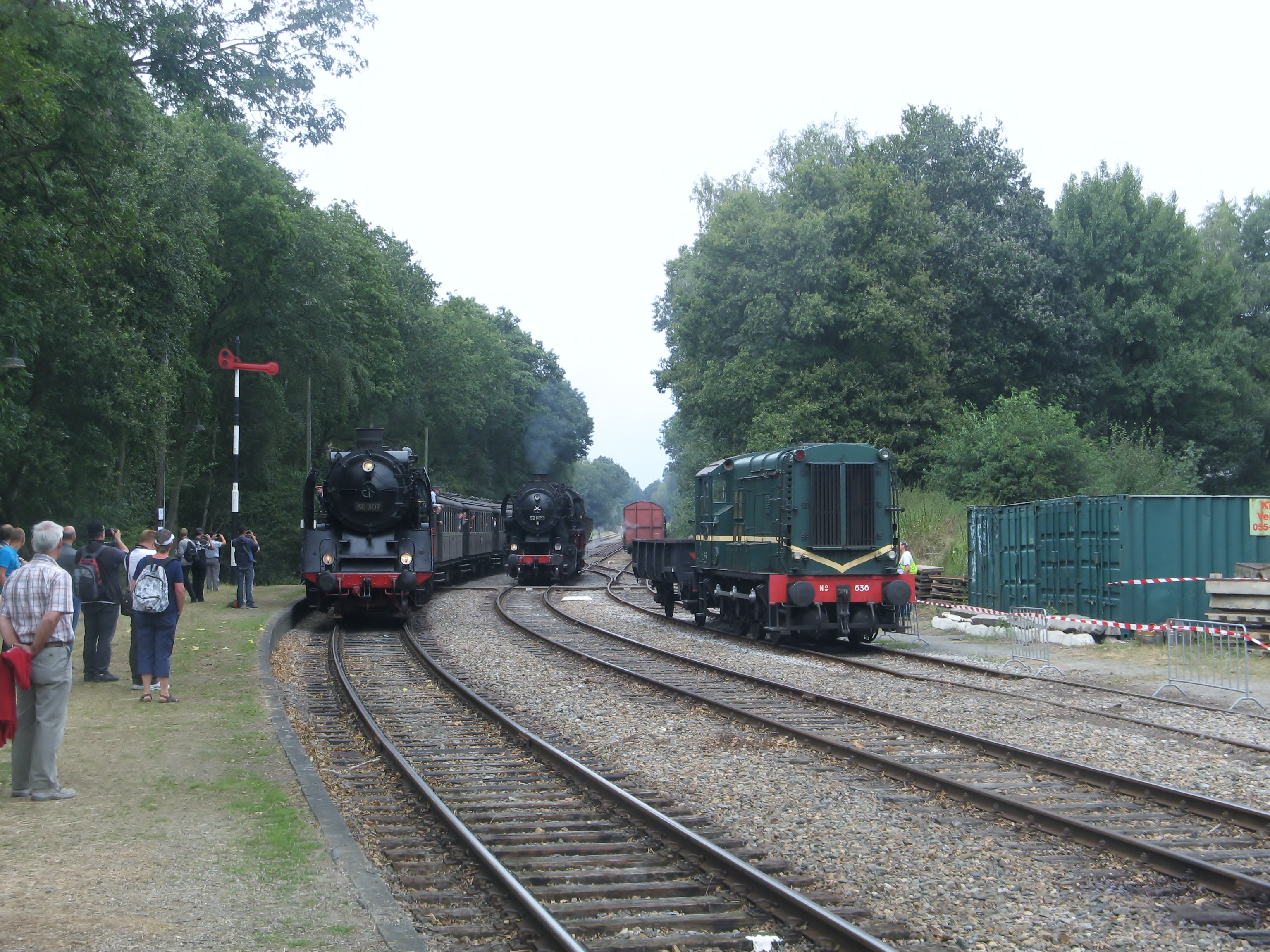
Les locomotives à vapeur BR 50.307 & BR 52.8053 plus la locomotive de manœuvre NS n°636 à Loenen («Back to Then» en 2012).

Le "Veluwsche Stoomtrein Maatschappij - VSM" (en français : "La Compagnie du Train à Vapeur Veluwsche") est une compagnie de trains à vapeur qui exploite un service de trains touristiques sur la ligne ferroviaire Dieren - Apeldoorn sur la Veluwe dans la province néerlandaise de Gueldre.
Les balades en train à vapeur sont appréciées des touristes, c'est pourquoi le "VSM" circule tous les dimanches de début avril à fin octobre. En été, même six jours par semaine pendant sept semaines et le train à vapeur continue jusqu'à Dieren trois jours par semaine.

## Histoire
Le "VSM" est une organisation bénévole et a été fondée en 1975. L'année précédente, des gens de l'industrie touristique locale ont conçu le projet d'implanter une nouvelle attraction touristique sous la forme d'un service de train à vapeur. La NS a donné l'autorisation de circuler sur la ligne de chemin de fer entre Apeldoorn et Dieren.

## Service ferroviaire
- Dans l'horaire normal (en vert) : Le "VSM" fait escale aux stations Apeldoorn, Beekbergen, Immenbergweg, Loenen et Eerbeek. Au retour d'Eerbeek, les voyageurs de Beekbergen disposent de 40 minutes pour visiter le "Museumstoomdepot" (Musée/dépôt de l'asbl) du "VSM". Ensuite, le train vas jusqu'à Apeldoorn. En été, le train à vapeur circule sept semaines, six jours par semaine.
- Dans l'horaire "bleu" : Le "VSM" circule trois jours par semaine deux fois par jour jusqu'à Dieren, où il se connecte à un bateau-salon qui navigue à travers l'IJssel jusqu'à Zutphen.

## Ateliers
- À Beekbergen (situé dans l'agglomération du village de Lieren), il y a un atelier à Dorpstraat pour l'entretien régulier du matériel roulant, comme les locomotives et les voitures qui sont utilisées les jours de conduite.
- Un atelier pour les gros travaux d'entretien et de restauration est situé dans la Rijnstraat/Kanaal Zuid à Apeldoorn. Cet atelier n'est pas ouvert au public.

## Terug naar Toen (Festival annuel de l'association)
Chaque année, le premier week-end de septembre, le festival du train à vapeur "Terug naar Toen" (en français : Retour a l'époque) est organisé, où toutes les locomotives et voitures opérationnelles sont utilisées. Ces dernières années, plus de 10 locomotives à vapeur ont été actives pendant le festival. Aux gares de Beekbergen et de Loenen, vous trouverez de nombreuses attractions et curiosités telles que des véhicules anciens, des rouleaux à vapeur, des trains miniatures, etc.
Il y a quelques années, le point culminant était le dernier trajet du samedi soir d'Apeldoorn à Beekbergen, avec un train tiré par toutes les locomotives à vapeur opérationnelles. En 2005 et 2006, ce train était composé de 10 locomotives, le train autrichien et le train Blokkendozen. En raison de l'intérêt public excessif, cette tradition a été rompue en 2007 pour des raisons de sécurité puis reprise ses dernières années.

## Les collections
Le "VSM" a démarré le service ferroviaire le 14 juillet 1975 avec la locomotive à vapeur BR 094.055 acquise peu avant, auprès de la Deutsche Bundesbahn. En raison de son mauvais état, elle a déjà été démontée en 1976 et remplacée par, entre autres, les locomotives BR 23.076 et BR 80.036. Au cours des années suivantes, la collection de locomotives à vapeur s'est encore élargie. En 2024, le "VSM" compte 17 locomotives à vapeur et 23 locomotives diesel. Il y a aussi 33 voitures de voyageurs et de nombreux wagons de marchandises.
La plupart des locomotives à vapeur viennent d'Allemagne (Deutsche Bundesbahn et Deutsche Reichsbahn). Il y a également deux locomotives venant de Pologne et une venant d'Autriche.
Le "VSM" a des locomotives à vapeur d'origine allemande "Baureihen" (BR) 23, 41, 44, 50, 52, 52.80, 64, 65, 80 et deux polonaise TKp 23 et TKp no 5353. La plupart ont été construites dans les années 1940 et années 1950. La plus ancienne locomotive appartenant au "VSM" est la BR 80.036 datant de 1929 (elle est présente depuis 1976).
Le "VSM" possède également une vaste collection de locomotives diesel néerlandaises des années 1950. Les locomotives diesel proviennent des chemins de fer néerlandais - NS. Il existe des locotracteurs (NS 200), des locomotives de manœuvre (NS 500) et des locomotives diesel de ligne (NS 2200 et NS 2400). De la série 2400, le "VSM" a l'unique NS 2530 avec des capots moteur plus bas et une cabine plus haute. Cela donne à l'opérateur une vue nettement meilleure qu'avec le reste de la série. La NS 2530 était à l'origine peint en lilas ce qui lui a valu son surnom de « Bisschop » (évêque) et jusqu'en août 2019, elle circulait au "VSM" dans la couleur marron qu'elle avait dans les années soixante. Depuis septembre 2019, la NS 2530 a retrouvé sa couleur lilas d'origine.
Depuis mai 2018, le "VSM" possède également une ex-locomotive américaine NS 2000, un type qui avait disparu des Pays-Bas, mais dont un homologue a été ramené des États-Unis.
Outre les locomotives diesel néerlandaises, le "VSM" possède une locomotive est-allemande de type Köf, qui n'est pas opérationnelle et a probablement été mise au rebut définitivement.
Les listes suivantes ne sont pas exhaustives et devront être complétées ou actualisées au fil du temps (dernière actualisation en mars 2025) :

### Locomotives à vapeur
| Numéro                                | Constructeur & année                        | État actuel                                                        | Origine et caractéristiques techniques | Photos |
| ------------------------------------- | ------------------------------------------- | ------------------------------------------------------------------ | --- | ------ |
| DB 23.071                             | Arnold Jung Lokomotivfabrik, 1956           | Hors service (en cours de révision complète).                      | - Locomotive à vapeur d'origine allemande, acquise en 1977. - 21 m, 132 t, vitesse maximum : 110 km/h. - Timbre chaudière : 16 kg/cm². - Capacité de la soute à charbon (Tender) : 8 t. - Capacité de la soute à eau (Tender) : 31 000 L (31 m3). |        |
| DB 23.076                             | Arnold Jung Lokomotivfabrik, 1956           | Opérationnelle                                                     | - Locomotive à vapeur d'origine allemande. - 21 m, 132 t, vitesse maximum : 110 km/h. - Timbre chaudière : 16 kg/cm². - Capacité de la soute à charbon (Tender) : 8 t. - Capacité de la soute à eau (Tender) : 31 000 L (31 m3). |        |
| DR 41.241                             | AEG, 1940                                   | Opérationnelle                                                     | - Locomotive à vapeur d'origine allemande, acquise en 2015. - 24 m, 178 t, vitesse maximum : 90 km/h. - Timbre chaudière : 16 kg/cm². - Capacité de la soute à charbon (Tender) : 8 t. - Capacité de la soute à eau (Tender) : 30 000 L (30 m3). |        |
| DR 44.193                             | Fried. Krupp Aktiengesellschaft Essen, 1940 |                                                                    | - Ex-VSM, partie depuis 2022 au BEM - Bayerisches Eisenbahnmuseum e.V. |        |
| DR 44.1085                            | Lokomotivfabrik Floridsdorf, 1942           | Hors service                                                       | - Locomotive à vapeur d'origine allemande. - 22,6 m, 158 t, vitesse maximum : 80 km/h. - Timbre chaudière : 16 kg/cm². - Capacité de la soute à charbon (Tender) : 10 t. - Capacité de la soute à eau (Tender) : 34 000 L (34 m3). |        |
| DR 44.1593                            | SACM, 1943                                  | Opérationnelle                                                     | - Locomotive à vapeur d'origine allemande, acquise en 1997. - 22,6 m, 170 t, vitesse maximum : 80 km/h. - Timbre chaudière : 00 kg/cm². - Capacité de la soute à charbon (Tender) : 10 t. - Capacité de la soute à eau (Tender) : 34 000 L (34 m3). |        |
| DR 50.307 (ex-BR 50.3564)             | Lokomotivfabrik Floridsdorf, 1940           | Opérationnelle                                                     | - Locomotive à vapeur d'origine allemande, acquise en 1995 - 22,6 m, 146 t, vitesse maximum : 80 km/h. - Timbre chaudière : 00 kg/cm². - Capacité de la soute à charbon (Tender) : 8 t. - Capacité de la soute à eau (Tender) : 26 000 L (26 m3). |        |
| DR 50.0073-2 (ex-Vennbahn BR 50.3666) | Société Franco-Belge (Belgique), 1943       | Hors service depuis 2015 (en attente d'une restauration complète). | - 22,6 m, 146 t en ordre de marche, vitesse maximum : 80 km/h. - Timbre chaudière : 00 kg/cm². - Capacité de la soute de fioul loud (Tender) : 00 000 L (00 m3). - Capacité de la soute à eau (Tender) : 00 000 L (00 m3). - Vendue et transférée à l'asbl ZLSM (Simpelveld) fin 2023. |        |
| DR 50.3520                            | Berliner Maschinenbau, 1941                 |                                                                    | - Locomotive à vapeur d'origine allemande. - Ex-VSM, depuis 2022 au BEM - Bayerisches Eisenbahnmuseum e.V. |        |
| DR 50.3618                            | Skoda Lokomotivbau Pilsen, 1942             | Hors service (épave).                                              | - Locomotive à vapeur d'origine allemande. - 22,6 m, 146 t, vitesse maximum : 80 km/h. - Timbre chaudière : 00 kg/cm². - Capacité de la soute à charbon (Tender) : 8 t. - Capacité de la soute à eau (Tender) : 26 000 L (26 m3). |        |
| DR 50.3654                            | Berliner Maschinenbau, 1942                 | Opérationnelle                                                     | - Locomotive à vapeur d'origine allemande, acquise en 1992. - 22,6 m, 146 t, vitesse maximum : 80 km/h. - Timbre chaudière : 00 kg/cm². - Capacité de la soute à charbon (Tender) : 8 t. - Capacité de la soute à eau (Tender) : 26 000 L (26 m3). |        |
| DR 50.3681                            | Henschel & Sohn, 1940                       | Hors service                                                       | - Locomotive à vapeur d'origine allemande. - 22,6 m, 146 t, vitesse maximum : 80 km/h. - Timbre chaudière : 00 kg/cm². - Capacité de la soute à charbon (Tender) : 8 t. - Capacité de la soute à eau (Tender) : 26 000 L (26 m3). |        |
| DR 52.532                             | L. Schwartzkopff, 1943                      | Hors service (en cours de restauration complète).                  | - Locomotive à vapeur d'origine allemande. - 23 m, 136 t, vitesse maximum : 80 km/h. - Timbre chaudière : 00 kg/cm². - Capacité de la soute à charbon (Tender) : 8 t. - Capacité de la soute à eau (Tender) : 13 000 L (13 m3). - Acquise par le ZLSM (à Simpelveld) en 2015 (en cours de restauration complète).                                                                                   |        |
| DR 52.3879 (ex-SSN BR 52.3879)        | Lokomotivfabrik Floridsdorf, 1944           | Opérationnelle                                                     | - Locomotive à vapeur d'origine allemande, acquise en 2003. - 23 m, 143 t, vitesse maximum : 80 km/h. - Timbre chaudière : 00 kg/cm². - Capacité de la soute à charbon (Tender) : 8 t. - Capacité de la soute à eau (Tender) : 13 000 L (13 m3). |        |
| DR 52.8010                            | Lokomotivfabrik Floridsdorf, 1943           | Hors service (épave).                                              | - Locomotive à vapeur d'origine allemande. - 23 m, 136 t, vitesse maximum : 80 km/h. - Timbre chaudière : 00 kg/cm². - Capacité de la soute à charbon (Tender) : 8 t. - Capacité de la soute à eau (Tender) : 13 000 L (13 m3). |        |
| DR 52.8053                            | Henschel & Sohn, 1943                       | Hors service (en attente d'une révision complète).                 | - Locomotive à vapeur d'origine allemande, acquise en 1991. - 23 m, 136 t, vitesse maximum : 80 km/h. - Timbre chaudière : 00 kg/cm². - Capacité de la soute à charbon (Tender) : 8 t. - Capacité de la soute à eau (Tender) : 13 000 L (13 m3). |        |
| DR 52.8091                            | Lokomotivfabrik Floridsdorf, 1943           | Hors service                                                       | - Locomotive à vapeur d'origine allemande, acquise en 2004. - 23 m, 136 t, vitesse maximum : 80 km/h. - Timbre chaudière : 00 kg/cm². - Capacité de la soute à charbon (Tender) : 8 t. - Capacité de la soute à eau (Tender) : 13 000 L (13 m3). |        |
| DR 52.8139                            | Arnold Jung Lokomotivfabrik, 1943           | Opérationnelle                                                     | - Locomotive à vapeur d'origine allemande, acquise en 1989. - 23 m, 136 t, vitesse maximum : 80 km/h. - Timbre chaudière : 00 kg/cm². - Capacité de la soute à charbon (Tender) : 8 t. - Capacité de la soute à eau (Tender) : 13 000 L (13 m3). |        |
| DB 64.415                             | Arnold Jung Lokomotivfabrik, 1936           | Opérationnelle                                                     | - Locomotive à vapeur d'origine allemande, acquise en 1976. - 12,4 m, 74 t, vitesse maximum : 90 km/h. - Timbre chaudière : 00 kg/cm². - Capacité de la soute à charbon : 3 t. - Capacité de la soute à eau : 9 000 L (9 m3). |        |
| DB 65.018                             | Krauss-Maffei, 1955                         | Opérationnelle                                                     | - Locomotive à vapeur d'origine allemande. - 15 m, 107 t, vitesse maximum : 85 km/h. - Timbre chaudière : 14 kg/cm². - Capacité de la soute à charbon : 4,8 t. - Capacité de la soute à eau : 14 000 L (14 m3). - Cette locomotive est le dernier exemplaire d'une série de 18 locomotives. - Présente au "VSM" depuis octobre 2019. Loué pendant une durée de 10 ans au Stoom Stichting Nederland. |        |
| DB 80.036                             | Hohenzollern, 1928                          | Hors service (en cours de restauration complète).                  | - Locomotive à vapeur d'origine allemande, acquise en 1976. - 9,6 m, 54 t, vitesse maximum : 45 km/h. - Timbre chaudière : 00 kg/cm². - Capacité de la soute à charbon : 2 t. - Capacité de la soute à eau : 5 000 L (5 m3). |        |
| DB 094.055                            | Hanomag, 1921                               | Hors service                                                       | - Capacité de la soute à charbon : 3 t. - Capacité de la soute à eau : 8 000 L (8 m3). - Mise au rebut en 1976. |        |
| RAG D no 777                          | Krupp, 1953                                 | Hors service                                                       | - 00 m, 00 t, vitesse maximum : 00 km/h. - Capacité de la soute à charbon : 00 t. - Capacité de la soute à eau : 0 000 L (00 m3). - Vendue au SSTT en 1981. |        |
| PKP TKp no 23                         | Fablok (Chrzanów), 1957                     | Hors service (en attente d'une restauration complète).             | - Locomotive à vapeur d'origine polonaise, acquise en 1995. - 11 m, 66 t, vitesse maximum : 45 km/h. - Timbre chaudière : 00 kg/cm². - Capacité de la soute à charbon : 00 t. - Capacité de la soute à eau : 0 000 L (0 m3). |        |
| PKP TKp no 5353                       | Fablok (Chrzanów), 1957                     | Hors service (épave).                                              | - Locomotive à vapeur d'origine polonaise, acquise en 1995. - 11 m, 66 t, vitesse maximum : 45 km/h. - Timbre chaudière : 00 kg/cm². - Capacité de la soute à charbon : 00 t. - Capacité de la soute à eau : 0 000 L (0 m3). |        |

### Locotracteurs diesel
| Numéro             | Constructeur & année                  | État actuel  | Origine et caractéristiques techniques                                                         | Photos |
| ------------------ | ------------------------------------- | ------------ | ---------------------------------------------------------------------------------------------- | ------ |
| NS no 116          | Schwarzkopff, 1930                    | Opérationnel | - 00 m, 00 t, vitesse maximum : 00 km/h. - Capacité du réservoir à gazole : 0 000 L (00,0 m3). |        |
| NS no 218          | Werkspoor (Amsterdam), 1935           | Opérationnel | - 00 m, 00 t, vitesse maximum : 00 km/h. - Capacité du réservoir à gazole : 0 000 L (00,0 m3). |        |
| NS no 225          | Werkspoor (Amsterdam), 1935           | Opérationnel | - 00 m, 00 t, vitesse maximum : 00 km/h. - Capacité du réservoir à gazole : 0 000 L (00,0 m3). |        |
| NS no 265          | Werkspoor (Amsterdam), 1936           | Opérationnel | - 00 m, 00 t, vitesse maximum : 00 km/h. - Capacité du réservoir à gazole : 0 000 L (00,0 m3). |        |
| NS no 289          | Centrale Werkplaats NS (Zwolle), 1938 | Opérationnel | - 00 m, 00 t, vitesse maximum : 00 km/h. - Capacité du réservoir à gazole : 0 000 L (00,0 m3). |        |
| NS no 306          | Centrale Werkplaats NS (Zwolle), 1938 | Opérationnel | - 00 m, 00 t, vitesse maximum : 00 km/h. - Capacité du réservoir à gazole : 0 000 L (00,0 m3). |        |
| NS no 307          | Werkspoor (Amsterdam), 1940           | Opérationnel | - 00 m, 00 t, vitesse maximum : 00 km/h. - Capacité du réservoir à gazole : 0 000 L (00,0 m3). |        |
| NS no 309          | Werkspoor (Amsterdam), 1940           | Opérationnel | - 00 m, 00 t, vitesse maximum : 00 km/h. - Capacité du réservoir à gazole : 0 000 L (00,0 m3). |        |
| NS no 321          | Werkspoor (Amsterdam), 1940           | Opérationnel | - 00 m, 00 t, vitesse maximum : 00 km/h. - Capacité du réservoir à gazole : 0 000 L (00,0 m3). |        |
| NS no 532          | English Electric, 1954                | Opérationnel | - 00 m, 00 t, vitesse maximum : 00 km/h. - Capacité du réservoir à gazole : 0 000 L (00,0 m3). |        |
| NS no 604          | English Electric, 1956                | Hors service | - 00 m, 00 t, vitesse maximum : 00 km/h. - Capacité du réservoir à gazole : 0 000 L (00,0 m3). |        |
| NS no 618          | English Electric, 1956                | Hors service | - 00 m, 00 t, vitesse maximum : 00 km/h. - Capacité du réservoir à gazole : 0 000 L (00,0 m3). |        |
| NS no 636          | English Electric, 1956                | Opérationnel | - 00 m, 00 t, vitesse maximum : 00 km/h. - Capacité du réservoir à gazole : 0 000 L (00,0 m3). |        |
| NS no 650          | English Electric, 1956                | Opérationnel | - 00 m, 00 t, vitesse maximum : 00 km/h. - Capacité du réservoir à gazole : 0 000 L (00,0 m3). |        |
| NS no 661          | English Electric, 1957                |              | - Mis au rebut en 2015.                                                                        |        |
| TM 565             | H. Breuer & Co                        | Opérationnel | - 00 m, 00 t, vitesse maximum : 00 km/h. - Capacité du réservoir à gazole : 0 000 L (00,0 m3). |        |
| MAK 400023         | Machinenbau Kiel, 1959                |              | - En 2006 (?) parti au HKS metals Amsterdam.                                                   |        |
| Deutz 55779 (ESSO) | Deutz, 1954                           |              | - Passé en 2012 au "DSP" (Tilburg).                                                            |        |

### Locomotives diesel
| Numéro       | Constructeur & année  | État actuel    | Origine et caractéristiques techniques | Photos |
| ------------ | --------------------- | -------------- | --- | ------ |
| NS no 2019   | Whitcomb, 1943        | Hors service   | - 13 m, 65 t, vitesse maximum : 75 km/h. - Capacité du réservoir à gazole : 0 000 L (00,0 m3).                                                                                |        |
| NS 2203      | Allan Rotterdam, 1955 | Hors service   | - 14 m, 72 t, vitesse maximum : 100 km/h. - Capacité du réservoir à gazole : 0 000 L (00,0 m3).                                                                               |        |
| NS 2207      | Allan Rotterdam, 1955 | Hors service   | - 14 m, 72 t, vitesse maximum : 100 km/h. - Capacité du réservoir à gazole : 0 000 L (00,0 m3).                                                                               |        |
| NS 2233      | Allan Rotterdam, 1955 | Opérationnelle | - 14 m, 72 t, vitesse maximum : 100 km/h. - Capacité du réservoir à gazole : 0 000 L (00,0 m3).                                                                               |        |
| NS 2299      | Allan Rotterdam, 1959 | Opérationnelle | - 14 m, 72 t, vitesse maximum : 100 km/h. - Capacité du réservoir à gazole : 0 000 L (00,0 m3).                                                                               |        |
| NS 2412      | Alsthom, 1954         | Opérationnelle | - 12,5 m, 60 t, vitesse maximum : 80 km/h. - Capacité du réservoir à gazole : 0 000 L (00,0 m3).                                                                              |        |
| NS 2459      | Alsthom, 1956         | Opérationnelle | - 12,5 m, 60 t, vitesse maximum : 80 km/h. - Capacité du réservoir à gazole : 0 000 L (00,0 m3).                                                                              |        |
| NS 2530      | Alsthom, 1957         | Opérationnelle | - 13,3 m, 60 t, vitesse maximum : 80 km/h. - Capacité du réservoir à gazole : 0 000 L (00,0 m3). - Cette locomotive est équipée du système de sécurité ATB-E depuis fin 2010. |        |
| DR 100 093-2 | LEW, 1968             | Opérationnelle | - 00 m, 00 t, vitesse maximum : 000 km/h. - Capacité du réservoir à gazole : 0 000 L (00,0 m3). - En 1995 pour VEB traction.                                                  |        |

### Autorail diesel
| Numéro | Nom     | Constructeur & Année | État & Notes | Photos |
| ------ | ------- | -------------------- | --- | ------ |
| T6     |         | 1936                 | - Le 4 août 1975, l'autocar T6 des Mindener Kreisbahnen est arrivé à Apeldoorn. - Le VSM a acquis cette voiture auprès du Noord Nederlandse Museumbaan. Le véhicule à moteur n'est entré en service dans cette fonction qu'en 1976. - Il a été démoli au début des années 1980. |        |
| M 1503 | 'Hibou' | 1955                 | - Construit en 1955 par Talbot (Aachen) comme VT3 pour l'AG Ruhr-Lippe-Eisenbahnen. En 1967 au Hümmlinger Kreisbahn. - En 1971 à la SHM. En 1982 chez VSM, en 1984 également chez Hoogovens,. - Mis au rebut en 1994.                                                           |        |

### Voitures à voyageurs
Le "VSM" possède une grande collection de voitures. Les "Autrichiens" sont principalement utilisés dans le service des trains à vapeur. Ces voitures à deux essieux ont été construites dans les années 50 par les Österreichische Bundesbahnen sur d'anciens trains de roulement. Leurs balcons ouverts les rendent populaires auprès du public.
Le "VSM" compte six wagons « Blokkendoos » (Mat' 24) des années 1920 qui roulaient à l'origine avec des trains électriques. Ci-dessous également le B 8501 : l'un des wagons du prototype de train Blokkendoos de 1924. On compte également 10 voitures de type « bolkop », dont l'ABC 7301, la plus ancienne et la dernière voiture d'avant-guerre de ce type, trois voitures Plan D et six voitures Plan K.
En plus de ces voitures, le "VSM" dispose du "train bleu", un train de luxe composé de voitures-restaurants de la Compagnie Internationale des Wagons-Lits et d'origine est-allemande. Ce train est principalement utilisé pour les trajets d'entreprise et depuis 2009 également pour les brunchs et les dîners les jours fériés.
En plus des wagons opérationnels, le "VSM" dispose d'une voiture-lits, qui est utilisée par les volontaires "VSM" lors de trajets de plusieurs jours sur le réseau ferroviaire principal, et d'un certain nombre de wagons est-allemands non opérationnels.

#### Voitures Néerlandaise
| Compagnie et numéro | Constructeur & Année              | État & Notes                                                                                | Photos |
| ------------------- | --------------------------------- | ------------------------------------------------------------------------------------------- | ------ |
| NS B 8501           | Hawa, Hannover, (Allemagne), 1923 | Mat '24                                                                                     |        |
| NS C 8503           | Werkspoor (Amsterdam), 1925       | Mat '24                                                                                     |        |
| NS C 8505           | Werkspoor (Amsterdam), 1925       | Mat '24                                                                                     |        |
| NS Aec 8508         | Werkspoor (Amsterdam), 1927       | Mat '24. - Ancien numéro : Abec 8508, Bec 8508, 165 080, 30 84 974 1 618-x. - Venant du SGB |        |
| NS WR 8527          | Werkspoor (Amsterdam), 1928       | Mat '24                                                                                     |        |
| NS C 8535           | Beijnes (Haarlem), 1929           | Mat '24                                                                                     |        |
| NS C 8536           | Beijnes (Haarlem), 1929           | Mat '24                                                                                     |        |
| NS mC 9018          | Werkspoor (Utrecht), 1926         | Mat '24, Mis au rebut en 2015                                                               |        |
| NS ABC 7301         | Werkspoor (Amsterdam), 1935       | Bolkoprijtuig, le seul restant de cette série.                                              |        |
| NS AB 7704          | Werkspoor (Utrecht), 1950         | Plan D                                                                                      |        |
| NS AB 7705          | Werkspoor (Utrecht), 1950         | Plan D                                                                                      |        |
| NS RD 7658          | Beijnes (Beverwijk), 1951         | Plan D. En mai 2018 au BSH à Haarlem.                                                       |        |
| NS C 7838           | Werkspoor (Utrecht), 1951         | Plan D                                                                                      |        |
| NS AB 7355          | Beijnes (Beverwijk), 1957         | Plan K                                                                                      |        |
| NS AB 7359          | Beijnes (Beverwijk), 1957         | Plan K                                                                                      |        |
| NS AB 7367          | Beijnes (Beverwijk), 1957         | Plan K                                                                                      |        |
| NS AB 7370          | Beijnes (Beverwijk), 1958         | Plan K. Via le "Stichting Brabant Rail" en het Stoomcentrum Maldegem vers le "VSM".         |        |
| NS AB 7377          | Beijnes (Beverwijk), 1958         | Plan K                                                                                      |        |
| NS AB 7378          | Beijnes (Beverwijk), 1958         | Plan K. Venant du SGB.                                                                      |        |

#### Voitures Autrichiennes
| Compagnie et numéro | Constructeur & Année         | État & Notes                        | Photos |
| ------------------- | ---------------------------- | ----------------------------------- | ------ |
| ÖBB BD 251          | Simmering, Oostenrijk, 1953  | Voiture en treillis (ex ÖBB 47810). |        |
| ÖBB B 261           | St. Pölten, Oostenrijk, 1955 | Voiture en treillis (ex ÖBB 38851). |        |
| ÖBB BR 271          | Simmering, Oostenrijk, 1953  | Voiture en treillis                 |        |
| ÖBB B 272           | Simmering, Oostenrijk, 1954  | Voiture en treillis                 |        |
| ÖBB B 274           | St. Pölten, Oostenrijk, 1957 | Voiture en treillis                 |        |
| ÖBB B 275           | St. Pölten, Oostenrijk, 1956 | Voiture en treillis                 |        |
| ÖBB B 276           | St. Pölten, Oostenrijk, 1957 | Voiture en treillis                 |        |

#### Voitures (est) allemandes
| Compagnie et numéro  | Constructeur & Année          | État & Notes                                                                                                | Photos |
| -------------------- | ----------------------------- | --- | ------ |
| DR WR 055 117        |                               | Mitropa |        |
| DR B 32 633          | 1935-39                       | Reihe 36, type B4ipüho. Via la Deutsche Reichsbahn jusqu'à ÖBB.                                             |        |
| DR WLAB 054 182      | Görlitz (Allemagne), 1967     | Mitropa |        |
| DR WLAB 054 125      | Görlitz (Allemagne), 1962     | Mitropa |        |
| DR WLS 055 025       |                               | Mitropa |        |
| DR 61 50 89-80 008-5 | VEB Bautzen (Allemagne), 1969 | |        |
| DR 89-40 019-5       |                               | |        |
| BE Pw 4i 101         | Waggonfabrik Wismar, 1928     | En 1979 au Grafschafter Modell- und Eisenbahn-Club à Nordhorn.                                              |        |
| BE B4i 202 (VSM 481) | Waggonfabrik Wismar, 1929     | En 1979 au Grafschafter Modell- und Eisenbahn-Club à Nordhorn.                                              |        |
| BE B4i 204           | Waggonfabrik Wismar, 1929     | A été transformée au "VSM" en voiture-restaurant avec le numéro BR 482. En 1990 au MBS sous le numéro AR44. |        |

#### Voitures Wagon-Lits
| Compagnie et numéro | Constructeur & Année            | État & Notes | Photos |
| ------------------- | ------------------------------- | ------------ | ------ |
| CIWL WR 2855        | Birmingham (Angleterre), 1925   |              |        |
| CIWL WR 4267        | Birmingham (Angleterre), 1927   |              |        |
| CIWL WR 4269        | Metropolitan (Angleterre), 1927 |              |        |

## Anecdotes
Lors de l'arrivée de Saint-Nicolas à Apeldoorn en 2019, le VSM a remplacé le Pakjesboot 12 car le canal d'Apeldoorn était trop étroit pour le bateau. De plus, Saint-Nicolas a eu un nouveau cheval cette année-là qui avait peur de l'eau. Saint-Nicolas a donc utilisé le train au lieu du bateau à vapeur cette année-là. Le train était tiré par la locomotive à vapeur BR 23.071 de 1956.